# Estación Los Colorados
Los Colorados era una estación de ferrocarril ubicada en el departamento Independencia de la provincia de La Rioja, Argentina.

## Servicios
No presta servicios de pasajeros ni de cargas.
Sus vías e instalaciones corresponden al Ramal A3 del Ferrocarril General Belgrano.